# Effet magnétocalorique

Placé dans un champ magnétique, un matériau ferromagnétique s'échauffe. Quand le champ magnétique est retiré, sa température redescend.

L'effet magnétocalorique consiste en un changement de température d'un matériau magnétique soumis à un champ magnétique externe. Cet effet se produit à la fois dans les matériaux métalliques et les céramiques. Il a été découvert en 1881 dans le fer par le physicien allemand Emil Warburg.

## Explication intuitive
Chaque molécule constituant un élément paramagnétique possède un moment magnétique propre. L'état d'équilibre du paramagnétique est caractérisé par un minimum d'énergie qui correspond à une disposition aléatoire de ces dipôles. Ainsi, en appliquant un champ magnétique suffisamment fort, les dipôles tendent à s'aligner avec le champ. Cela a pour conséquence d'augmenter « l'ordre » dans le matériau et ainsi de diminuer son entropie magnétique. Dans le cas d'un processus adiabatique, il en résulte une augmentation de l'entropie du réseau, qui se traduit par une agitation des atomes et une augmentation de la température du matériau.
De même, si le champ magnétique est diminué, la force maintenant les dipôles alignés baisse d'intensité et augmente ainsi les degrés de liberté du système. Les dipôles retournent alors à une disposition aléatoire minimisant l'énergie du système. L'énergie nécessaire à ce processus est tirée de l'agitation thermique des molécules, ce qui implique une baisse de la température.

## Démagnétisation adiabatique et calculs
Si les propriétés physiques du matériau sont connues, il est possible de calculer la température qu'atteint le système après une démagnétisation adiabatique,. Supposons ici que nous connaissions la constante de Curie {\displaystyle C} du matériau, {\displaystyle K} sa capacité d'entropie, {\displaystyle T_{i}} la température initiale et {\displaystyle H_{i}} le champ initial. On supposera de plus que le champ final est nul.
Nous partons de {\displaystyle {\dot {S}}=I_{s}=\left.-{\cfrac {\partial S}{\partial M}}\right\vert _{T}{\dot {M}}-\left.{\cfrac {\partial S}{\partial T}}\right\vert _{M}{\dot {T}}},
où {\displaystyle \left.{\cfrac {\partial S}{\partial M}}\right\vert _{T}=-\mu _{0}{\cfrac {H}{T}}}
et {\displaystyle \left.{\cfrac {\partial S}{\partial T}}\right\vert _{M}={\cfrac {A}{T^{3}}}},
avec :
- {\displaystyle \mu _{0}} : la perméabilité magnétique du vide ;
- {\displaystyle S} : l'entropie du système ;
- {\displaystyle M} : son aimantation ;
- {\displaystyle A} : une constante.

Ainsi, pour un processus adiabatique et réversible, nous avons :
En intégrant cette équation différentielle, on obtient :
qui a pour solution, en se souvenant que {\displaystyle M_{f}=0} :
Finalement, en réarrangeant les termes et en utilisant la relation {\displaystyle MT=CH}, nous pouvons exprimer la température finale :

### Exemple
Le chromium potassium alum est un matériau sensible aux variations de champ magnétique. Il possède les caractéristiques suivantes : C = 2,31 × 10−5 K/mol, A = 0,15 J K/mol. De plus, on connaît µ0 = 4π 10−7 H/m. En considérant alors une mole de substance et en supposant que la température initiale est de 1,0 K et que le champ passe de 2,0 A/m à zéro, nous pouvons calculer la température minimale atteignable :
{\displaystyle T_{f}=1,0\ {\sqrt {\cfrac {0,15}{4\pi \cdot 10^{-7}\cdot 2,31\cdot 10^{-5}\cdot 2,0^{2}+0,15}}}=} 0,036 K.

## Applications
La réfrigération magnétique utilise dès 1933 l'effet magnétocalorique en cryogénie, pour descendre jusqu'à des températures très proches du zéro absolu. Certains alliages paramagnétiques, possédant un effet magnétocalorique géant à certaines températures, peuvent atteindre des températures extrêmement basses à la suite d'une série de démagnétisations adiabatiques. C'est notamment grâce à cette technique que les physiciens ont réussi à atteindre les températures les plus basses jamais enregistrées.
Depuis les années 1990, de nouveaux matériaux sont à l'étude, rendant possible l'application de l'effet magnétocalorique pour la réfrigération à température ambiante. Cette technologie à l'avantage de ne pas nécessiter l'utilisation de gaz dangereux pour l'environnement, notamment la couche d'ozone.